# Bo Duke
Beauregard "Bo" Duke è un personaggio della serie televisiva Hazzard (The Dukes of Hazzard), degli spin-off e film da essa derivati.

## Il personaggio
Bo Duke è un personaggio protagonista della serie televisiva Hazzard, interpretato dall'attore John Schneider. È il cugino di Luke Duke e Daisy Duke e vive con loro e lo zio Jesse Duke nella fattoria di famiglia nella contea di Hazzard.
Bo è il minore dei cugini maschi Duke ed è riconoscibile per i suoi capelli biondi e il suo stile di abbigliamento (spesso camicie dai colori vivaci come il giallo o l'arancione e jeans), simile a quello di Luke. Rispetto a Luke, tende a essere più impulsivo, spericolato e "selvaggio", ma possiede un grande cuore ed è estremamente leale verso la sua famiglia. Insieme a Luke, è costantemente coinvolto in avventure, fughe e scontri con le autorità corrotte di Hazzard, spesso finendo per smascherare e catturare criminali esterni che arrivano nella contea.
A causa di precedenti guai con la legge legati al contrabbando di moonshine (whisky), Bo, come Luke, è in libertà vigilata, il che gli impedisce di lasciare i confini della contea di Hazzard senza autorizzazione. È un ex pilota di stock car, passione che condivide con Luke e che è fondamentale per le loro abilità di guida.
Insieme al cugino Luke, Bo guida la celeberrima Dodge Charger R/T del 1969, soprannominata "Generale Lee", riconoscibile per il suo colore arancione, il numero "01" sulle portiere e la bandiera confederata sul tetto. Bo è spesso ritratto come il pilota principale del Generale Lee, specialmente durante gli inseguimenti più spettacolari e i leggendari salti acrobatici che contraddistinguono la serie. Inizialmente alcuni episodi suggerivano che l'auto fosse esclusivamente sua, ma nel corso della prima stagione diventa chiaro che il Generale Lee è posseduto equamente da entrambi i cugini.
Il suo nome in codice alla radio CB (Citizen Band radio) è Pecorella Smarrita #2.
Durante la quinta stagione della serie, l'attore John Schneider (insieme a Tom Wopat) lasciò temporaneamente lo show a causa di una disputa contrattuale. Nella trama del telefilm, la loro assenza fu spiegata con la partenza di Bo e Luke per tentare una carriera nel circuito NASCAR. I personaggi di Bo e Luke furono sostituiti per gran parte di quella stagione dai loro cugini Coy e Vance Duke, prima che Schneider e Wopat tornassero nei loro ruoli nella sesta stagione.

## Interpreti
- John Schneider

## Doppiatori
- Lino Capolicchio dalla 1ª alla 4ª stagione
- Roberto Del Giudice 5ª e 6ª stagione
- Vittorio Guerrieri 6° e 7ª stagione e in Hazzard 20 anni dopo

## Filmografia

### Televisione
- Hazzard (1979-1985), serie televisiva
- Enos (1980-1981), serie televisiva
- Hazzard (The Dukes, 1983), serie animata
- Hazzard 20 anni dopo (The Dukes of Hazzard: Reunion!, 1997), film per la TV

### Cinema
- Hazzard: Bo e Luke vanno ad Hollywood (2000), film
- Hazzard (2005), film
- Hazzard - I Duke alla riscossa (The Dukes of Hazzard: The Beginning, 2007), film